# Заборувець
Заборувець (пол. Zaborówiec) — село в Польщі, у гміні Вієво Лещинського повіту Великопольського воєводства.
Населення — 336 осіб (2011).
У 1975-1998 роках село належало до Лешненського воєводства.

## Демографія
Демографічна структура станом на 31 березня 2011 року:
|          | Загалом | Допрацездатний вік | Працездатний вік | Постпрацездатний вік |
| -------- | ------- | ------------------ | ---------------- | -------------------- |
| Чоловіки | 172     | 41                 | 112              | 19                   |
| Жінки    | 164     | 39                 | 98               | 27                   |
| Разом    | 336     | 80                 | 210              | 46                   |